# The Necks
The Necks is een Australisch avant-garde jazztrio dat in 1987 in Sydney werd opgericht door toetsenist Chris Abrahams (piano en Hammondorgel), drummer Tony Buck (percussie en elektrische gitaar) en bassist Lloyd Swanton (basgitaar en contrabas). Doorheen de jaren bleef de bezetting van de groep steeds hetzelfde. Door die langdurige samenwerking heeft het trio een unieke connectie ontwikkeld waardoor ze tijdens optredens communiceren met elkaar via hun instrumenten. Hun albums bestaan vaak uit maar één track en als ze daar van afwijken, gaat het geregeld om improvisaties van twintig minuten. In 2020 stonden The Necks op nummer 49 in de lijst van "50 Greatest Australian Artists of All Time" van Rolling Stone Australia.

## Biografie
Abrahams en Swanton hadden in 1980 jazzgroep The Benders opgericht, met saxofonist Dale Barlow en drummer Louis Burdett. In 1985 ging deze groep uit elkaar. Abrahams speelde ook piano op Law of Nature (1984), het tweede album van door jazz beïnvloede postpunk-band Laughing Clowns, de groep die Ed Kuepper oprichtte nadat hij punkgroep The Saints verliet. Van 1985 tot 1987 speelde Abrahams bij de popgroep Sparklers, met oa. zangeres Melanie Oxley en gitarist Gerard Corben (ex-Lime Spiders). Abrahams is ook een veelgevraagd sessiemuzikant, die onder meer op tournee ging met Midnight Oil.
Bassist Lloyd Swanton was in 1985-'86 lid van soul/funk-band The Dynamic Hepnotics. Hij werkte met o.a. Tim Finn en Iannis Xenakis. Drummer Tony Buck was op zijn beurt lid van de groepen Great White Noise (1982), Women and Children First (1984), Tango Bravo (1986) en Pardon Me Boys. Daarnaast werkte hij ook met muzikanten als John Zorn, Tom Cora, Phil Minton, Peter Brötzmann, Hans Reichel, Shelley Hirsch, Wayne Horvitz, Vincent Herring, Clifford Jordan, Mickey Tucker, Branford Marsalis, Paul Grabowsky, Dale Barlow, Yoshihide Otomo en de Nederlandse percussionist Han Bennink. In 2015 trad hij ook op met de Nederlandse anarchistische band The Ex.
Vanaf 1987 gaat het trio Abrahams, Buck en Swanton opereren onder de naam The Necks. In 1989 verschijnt hun debuutalbum Sex, op het platenlabel Spiral Scratch. De plaat bevat één 56 minuten durende track. Op de opvolger Next (1990) staan zes kortere stukken. The Necks hebben nog nooit geprobeerd om hun studio-opnames ook live uit te voeren, want daar draait alles steeds om improvisatie. Toen ze werden benaderd om debuutalbum Sex uit te voeren als onderdeel van een serie concerten van "klassieke albums", reageerde Chris Abrahams met: "Dat is niet hoe wij muziek maken. Het zou gewoon geen zin hebben." Tony Buck beaamde: "Het is belangrijk dat we zelf niet exact weten waar het naartoe gaat."
De muziek van The Necks wordt vergeleken met Krautrock-groepen als Can en Faust of minimalistische componisten als La Monte Young, Tony Conrad en Philip Glass en ook Steve Reich, Indische klassieke muziek, avant-metal ensemble Sunn O))) en het motorik-geluid van Neu! zijn referenties. Ook medemuzikanten lieten zich zeer positief uit over de groep. Michael Gira van Swans zei ooit "These men are Gods" ("Deze mannen zijn Goden") en gitarist Jim O'Rourke verklaarde "I listen to The Necks almost every day." ("Ik luister bijna dagelijks naar The Necks.")
In 1998 maken ze de soundtrack voor de controversiële Australische film The Boys, van regisseur Rowan Woods, waardoor ze in hun thuisland de nodige erkenning krijgen. Deze soundtrack werd genomineerd voor verschillende awards: ARIA Best Soundtrack Album, AFI Best Musical Score en de Australian Guild of Screen Composers Award.
Over hun album Chemist (2006) schrijft Benelux-muziekblog Kindamuzik: "Er is geen andere groep die zo verfijnd de grenzen van jazz, ambient, avant-garde en minimalisme weet te verleggen."
In 2009 nodigt Brian Eno de groep uit voor een samenwerking in het Sydney Opera House, op het door hem gecureerde Luminous festival. De apotheose van dit festival heet Pure Scenius, met een sessie tussen Eno, The Necks, Karl Hyde van Underworld en Jon Hopkins. In 2020 werken The Necks samen met Underworld aan een onderdeel van het Drift-project van deze Britse techno-act.
In 2015 staan The Necks op de affiche van het Le Guess Who? festival in Utrecht. In november 2023 staan ze opnieuw op de planken van de Stadsschouwburg in Utrecht, tijdens het Le Guess Who? '23 festival.
Voor hun 30e verjaardagstournee houden ze in 2016 oa. halt in het Bimhuis in Amsterdam. In 2019 staan ze opnieuw in dezelfde concertzaal. Op 10 mei 2017 spelen The Necks een concert in De Singer in Rijkevorsel en op 18 maart 2018 in KAAP/Vrijstaat O. in Oostende.
In 2017 wordt het album Unfold door Rolling Stone magazine uitgeroepen tot "een van de twintig beste avant-garde albums van het jaar".
In 2020 kopt De Volkskrant "De ogenschijnlijke eenvoud in het spel van The Necks maakt van Three een bijzonder album". De blog Bluestown.nl heeft het over "bedwelmend ... waarin de energieke percussie en grooves je totaal in hun macht krijgen." In 2023 schrijft De Volkskrant dat Travel "het beste album van The Necks in jaren" is. Over hun album Bleed (2024) schrijft muziekblog Enola.be: "Met Bleed slagen de Aussie’s er in te innoveren, te intrigeren, misschien zelfs te choqueren."
In april 2023 spelen The Necks ten dans op de Ruiskamer concertreeks van Kunstencentrum VierNulVier en MIRY Concertzaal in Gent. Op 5 april 2024 treedt het trio aan op het Rewire festival in Den Haag. In OOR magazine schrijft men hierover: "Na een aftastende opbouw bereikt de geluidskolk van piano, percussie en bas halverwege het uur een krankzinnig tempo, waarbij de jazz zonder daadwerkelijk andere genrekleuren aan te nemen, onder plotse knipperlichten desalniettemin transformeert in iets wat op dance begint te lijken, en je je afvraagt hoe lang het nog kan duren voordat een van de muzikanten kramp in zijn klauwen krijgt." Op 6 april '24 is het BRDCST festival in de AB in Brussel aan de beurt.

## Discografie[50]
- Sex (Spiral Scratch records, 1989)
- Next (Spiral Scratch records, 1990)
- Aquatic (Fish of Milk records, 1994)
- Silent Night (Fish of Milk records, 1996)
- Piano Bass Drums (Fish of Milk records, 1998)
- The Boys (original soundtrack) (Wild Sound/MDS, 1998)
- Hanging Gardens (Fish of Milk records, 1999)
- Aether (Fish of Milk records, 2001)
- Athenaeum, Homebush, Quay & Raab (Fish of Milk records, 2002)
- Photosynthetic (Long Arms Records, 2003)
- Drive By (Fish of Milk records, 2003)
- Mosquito / See Through (Fish of Milk records, 2004)
- Chemist (Fish of Milk records, 2006)
- Townsville (Fish of Milk records, 2007)
- Silverwater (Fish of Milk records, 2009)
- Mindset (Fish of Milk records, 2011)
- Open (Fish of Milk records, 2013)
- Vertigo (Fish of Milk records, 2015)
- Unfold (Ideologic Organ records, 2017)
- Body (Fish of Milk records, 2018)
- Three (Fish of Milk records, 2020)
- Drift Underworld & The Necks (Smith Hyde Productions, 2020) - Underworld & The Necks
- Travel (Northern Spy records, 2023)
- Bleed (Northern Spy records, 2024)